# Anolis tenorioensis
Anolis tenorioensis — вид ігуаноподібних ящірок родини анолісових (Dactyloidae). Ендемік Коста-Рики.

## Поширення і екологія
Anolis tenorioensis відомі з типової місцевості, розташованої на горі Теноріо в горах Кордильєра-де-Гуанакасте, на висоті 1160 м над рівнем моря. Вони живуть у вологих гірських тропічних лісах.

## Збереження
МСОП класифікує цей вид як такий, що перебуває на межі зникнення. Anolis tenorioensis загрожує знищення природного середовища та зміни клімату.